# Serviço Nacional de Saúde
O Serviço Nacional de Saúde (SNS) é o organismo encarregue do sistema de prestações de saúde públicas no território continental de Portugal. O SNS constitui a estrutura através do qual o Estado Português assegura o direito à saúde (promoção, prevenção e vigilância) a todos os cidadãos de Portugal. A sua criação remonta ao ano de 1979, após se terem reunido as condições políticas e sociais provenientes da reestruturação política portuguesa da década de 1970.
O objectivo primário do SNS é a persecução, por parte do Estado, da responsabilidade que lhe cabe na protecção da saúde individual e colectiva e para tal está munido de cuidados integrados de saúde, nomeadamente a promoção e vigilância da saúde, a prevenção da doença, o diagnóstico e tratamento dos doentes e a reabilitação médica e social.
Nestes últimos anos, o sector da Saúde tem vindo a sofrer mudanças significativas, desde a transferência generalizada dos Hospitais das Misericórdias para a alçada do Estado, a criação do SNS, a publicação da Lei de Bases em Saúde, a transformação do estatuto jurídico dos hospitais públicos para SA (e posteriormente para EPE) e a construção de novos hospitais. De acordo com a Organização Mundial de Saúde, o SNS é o 12.º mais eficiente sistema de saúde do mundo.

## História

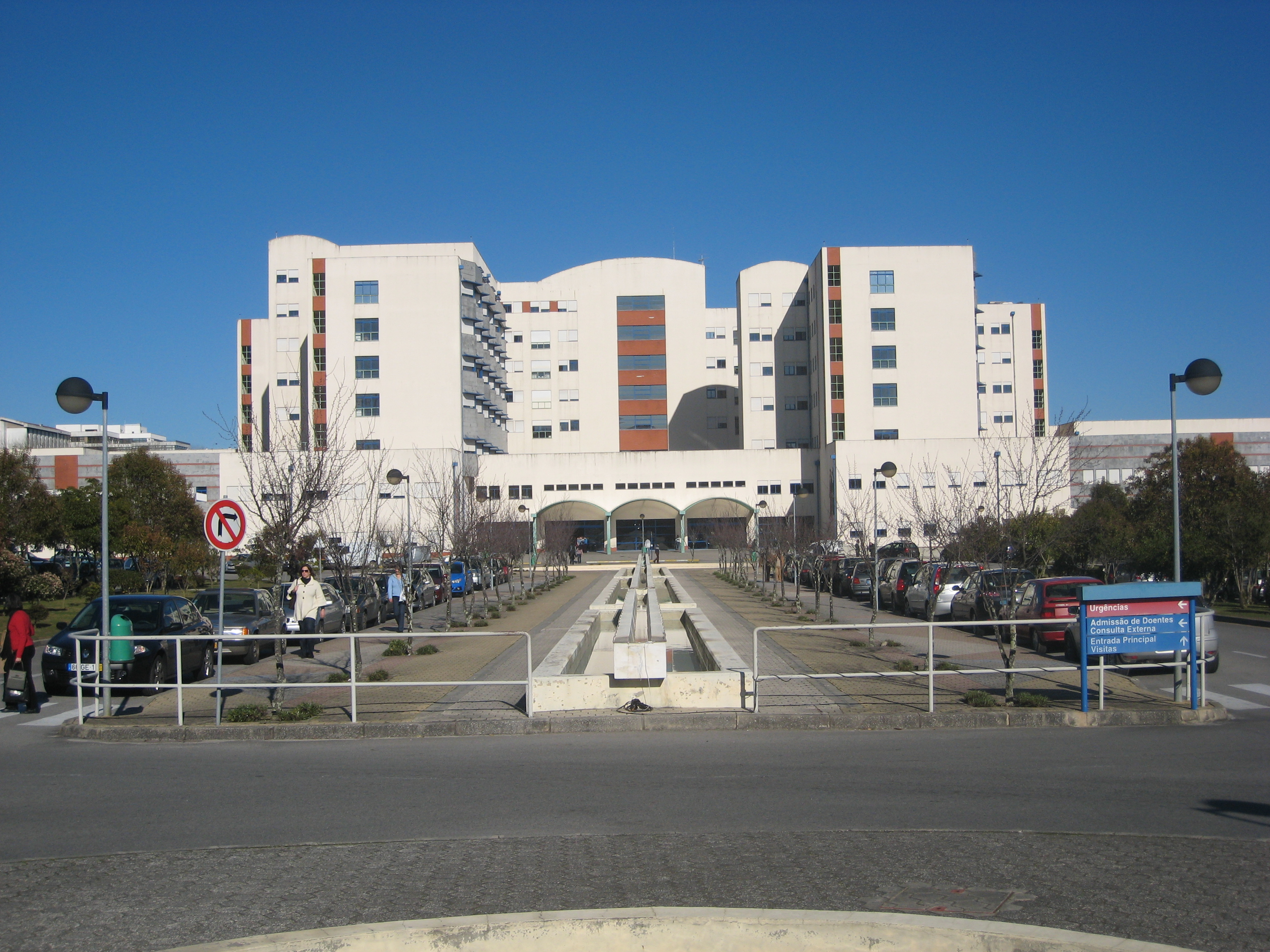
O Hospital de São Teotónio, em Viseu, é um dos hospitais públicos que integram a rede hospitalar do Serviço Nacional de Saúde.

Em 1979 com a publicação da Lei n.º 56/79, de 15 de setembro, a criação do Serviço Nacional de Saúde (SNS) veio marcar o “nascimento” do sistema nacional de saúde português, assegurando o acesso universal, compreensivo e gratuito a cuidados de saúde. Até lá, a assistência médica competia às famílias, instituições privadas e aos serviços médico-sociais da Previdência. Ao Estado competia a assistência aos pobres. Desde este ano que o sistema de cuidados de saúde português tem sido então baseado na estrutura de um Serviço Nacional de Saúde (SNS), com seguro público, cobertura universal, acesso quase livre no ponto de utilização de serviços e de financiamento através de impostos.
Celebrou-se, em 2014, o 35.º aniversário do Serviço Nacional de Saúde (SNS). Pela Lei n.º 56/79, de 15 de setembro, foi instituída uma rede de instituições e serviços prestadores de cuidados globais de saúde a toda a população, financiada através de impostos, em que o Estado salvaguarda o direito à proteção da saúde.
A organização dos serviços de saúde sofreu, ao longo dos tempos, a influência de conceitos políticos, económicos, sociais e religiosos de cada época e foi-se concretizando para dar resposta aos problemas de saúde então identificados, mas também para “conservar” – isto é, promover – a saúde dos povos, na expressão utilizada por Pedro Hispano e Ribeiro Sanches.
Nos séculos XIX e XX, até à criação do SNS, a assistência médica competia às famílias, a instituições privadas e aos serviços médico-sociais da Previdência.
A 2 de março de 2022, foi agraciado com o grau de Membro-Honorário da Ordem Militar da Torre e Espada, do Valor, Lealdade e Mérito.

### Últimos avanços
2011 – Com o objetivo de facilitar o acesso dos cidadãos ao medicamento e promover a prescrição eletrónica, com a desmaterialização de todo o circuito administrativo do medicamento, foi aprovada a Portaria n.º 198/2011, de 18 de maio. A generalização da prescrição eletrónica é essencial para aumentar a qualidade da prescrição e incrementar a segurança do circuito do medicamento. A prescrição eletrónica serve também como incentivo à efetiva informatização do sistema de saúde, estimulando a comunicação entre os profissionais das diferentes instituições e diminuindo o risco de erro ou confusão na prescrição. Esta medida permite ainda obter mais informação sobre o circuito do medicamento, desencorajando e combatendo a fraude.
2012 – Com o advento da utilização generalizada de dados informatizados, a Lei n.º 5/2012, de 23 de janeiro, vem regular os requisitos de tratamento de dados pessoais para constituição de ficheiros de âmbito nacional, contendo dados de saúde, com recurso a tecnologias de informação e no quadro do SNS.
Em maio deste ano, arranca o novo Portal do Utente, integrado no projeto PDS – Plataforma de Dados da Saúde, desenvolvido pela CIC – Comissão para Informatização Clínica e pela SPMS – Serviços Partilhados do Ministério da Saúde, EPE, que permite registos de saúde feitos pelo utente e o recurso a serviços online já existentes e a disponibilizar, como marcação de consultas (eAgenda) ou confirmação de cirurgias (SIGIC).
2013 – Com o Decreto-Lei n.º 139/2013, de 9 de outubro, é aprovado o novo regime jurídico das convenções. Com um modelo mais flexível do ponto de vista dos procedimentos, possibilita-se que as convenções tenham um âmbito regional ou nacional e que sejam celebradas mediante contrato de adesão ou após procedimento de contratação específico, sendo ainda permitida a celebração, a título excecional, de convenções que abranjam um conjunto integrado e/ou alargado de serviços.
O Decreto-Lei n.º 138/2013, de 9 de outubro, define as formas de articulação do Ministério da Saúde e os estabelecimentos e serviços do Serviço Nacional de Saúde (SNS) com as instituições particulares de solidariedade social, bem como estabelece o regime de devolução às Misericórdias dos hospitais objeto das medidas previstas nos Decretos-Leis n.os 704/74, de 7 de dezembro, e 618/75, de 11 de novembro, atualmente geridos por estabelecimentos ou serviços do SNS.
Reconhece-se, desta maneira, que as Misericórdias aliam as exigências técnicas da prestação de cuidados de saúde à sua vocação e tradição multisseculares, à ausência de fins lucrativos e à proximidade das populações, o que as torna importantes parceiros do Estado na área da saúde.
2014 – O Decreto-Lei n.º 110/2014, de 10 de julho, cria, no âmbito do Ministério da Saúde, o Fundo para a Investigação em Saúde, visando o fortalecimento das atividades de investigação para a proteção, promoção e melhoria da saúde das pessoas e, assim, obter ganhos em saúde. A investigação em saúde é considerada instrumental para a melhoria contínua da qualidade, formação de profissionais e projeção internacional do país numa área de grande competitividade, onde os ganhos com a produção de conhecimento podem ser significativos.
Os princípios e o enquadramento da atividade do enfermeiro de família, no âmbito das unidades funcionais de prestação de cuidados de saúde primários, são definidos pelo Decreto-Lei n.º 118/2014, de 5 de agosto. A medida visa a melhoria da qualidade e do acesso efetivo dos cidadãos aos cuidados de saúde e a reavaliação do papel dos enfermeiros. Assim, sai reforçada a importância dos contributos da enfermagem para a promoção da saúde e prevenção da doença e são colocados novos desafios aos enfermeiros.
A Lei n.º 52/2014, de 25 de agosto, estabelece as normas de acesso a cuidados de saúde transfronteiriços e promove a cooperação em matéria de cuidados de saúde transfronteiriços, transpondo a Diretiva n.º 2011/24/UE, do Parlamento Europeu e do Conselho, de 9 de março de 2011, e a Diretiva de Execução n.º 2012/52/UE da Comissão, de 20 de dezembro de 2012.
Taxas Moderadoras
Compete à ACSS a enunciação de orientações e uniformização de procedimentos entre as várias instituições do SNS, para o registo de situações de isenção e dispensa de pagamento de taxas moderadoras, procedendo também, à clarificação de alguns aspetos críticos e essenciais para a melhor salvaguarda do interesse dos utentes e dos prestadores de cuidados de saúde.
A legislação que regula o acesso às prestações do Serviço Nacional de Saúde (SNS) por parte dos utentes no que respeita ao regime das taxas moderadoras e à aplicação de regimes especiais de benefícios, definindo as situações determinantes de isenção de pagamento ou de comparticipação, como situações clínicas relevantes de maior risco de saúde ou situações de insuficiência económica, tem por base o Decreto-Lei n.º 113/2011, de 29 de novembro, na sua redação atual.

### Parcerias Público-Privadas (PPP)
A introdução do conceito e dos mecanismos legais e operacionais necessários ao estabelecimento de "Parcerias Público-Privadas" (PPP) na saúde, visou promover  formas inovadoras de partilha do risco para a prestação de cuidados de saúde, como novas experiências de gestão, bem como a participação do setor privado na conceção, construção, financiamento e exploração de unidades hospitalares do Serviço Nacional de Saúde (SNS). Sob a orientação do Ministério da Saúde, foram desenvolvidas intervenções de renovação e de reorganização da rede do SNS.
Apesar do investimento e exploração destas unidades ser privado, o acesso aos serviços clínicos é o mesmo disponível nas restantes nas unidades hospitalares do setor público, ou seja, os utentes mantém os direitos e deveres previstos no acesso ao SNS.
São as Administrações Regionais de Saúde que assumem o papel do Estado enquanto entidade contratante das Parcerias Público-Privadas. 
Os hospitais em regime de Parceria Público-Privada são: 
- Hospital Beatriz Ângelo, Loures (até 2022)
- Hospital de Braga (até 2019)
- Hospital Cascais Dr. José Almeida
- Hospital Vila Franca de Xira (até 2021)
É de relevar que o setor da saúde português foi pioneiro na criação de um quadro legal na área das Parcerias Público-Privadas. A regulamentação do setor tem sido reforçada através de instrumentos legais, publicados durante a primeira década dos anos 2000.
Relativamente à Entidade Gestora do Estabelecimento, os pagamentos pelo Estado são baseados na produção clínica efetivamente realizada por grandes linhas de atividade (internamento, consulta externa, urgência e hospital de dia) e pela disponibilidade do Serviço de Urgência. Por seu turno, a remuneração da Entidade Gestora do Edifício é baseada na disponibilidade da infraestrutura.

## Instituições
O SNS integra todos os cuidados de saúde desde a promoção e vigilância à prevenção da doença, diagnóstico, tratamento e reabilitação médica e social.
A Administração Central do Sistema de Saúde, I.P. (ACSS) é um instituto público, criado em 2007, que tem por missão assegurar a gestão dos recursos financeiros e humanos do Ministério da Saúde e do SNS, bem como das instalações e equipamentos do SNS, proceder à definição e implementação de políticas, normalização, regulamentação e planeamento em saúde, nas áreas da sua intervenção, em articulação com as Administrações Regionais de Saúde, no domínio da contratação da prestação de cuidados. A rede hospitalar em Portugal continental é formada por 212 hospitais, dos quais 91 são privados. Os 363 centros de saúde estão organizados em 74 Agrupamentos de Centros de Saúde (ACES). Em 2012 estavam em atividade 342 Unidades de Saúde Familiar e 186 Unidades de Cuidados na Comunidade. O número de camas contratadas em funcionamento até 31 de dezembro de 2011, na Rede Nacional de Cuidados Continuados Integrados, atingia 5595. Estas camas estavam distribuídas pelas seguintes tipologias: 906 de convalescência, 1747 de média duração e reabilitação, 2752 de longa duração e manutenção e 190 de cuidados paliativos.

### Região de Saúde do Norte
Cuidados Primários
- Agrupamento de Centros de Saúde Trás-os-Montes - Alto Tâmega e Barroso
  - Centro de Saúde Boticas
  - Centro de Saúde Chaves I
  - Centro de Saúde Chaves II
  - Centro de Saúde Montalegre
  - Centro de Saúde Ribeira da Pena
  - Centro de Saúde Valpaços
  - Centro de Saúde Vila Pouca de Aguiar
  - Serviço de Urgência Básica de Montalegre (CS Montalegre)
- Agrupamento de Centros de Saúde do Alto Ave - Guimarães/Vizela/Terras de Basto
  - Centro de Saúde Cabeceiras de Basto
  - Centro de Saúde Fafe
  - Centro de Saúde Professor Arnaldo Sampaio – Guimarães
  - Centro de Saúde Mondim de Basto
  - Centro de Saúde Taipas
  - Centro de Saúde Vizela
- Agrupamento de Centros de Saúde Ave - Famalicão
  - Centro de Saúde Famalicão
- Agrupamento de Centros de Saúde Cávado I - Braga
  - Unidade de Saúde Familiar Braga Norte
  - Unidade de Saúde Familiar 7 Fontes
  - Unidade de Saúde Familiar Ruães
  - Unidade de Saúde Familiar do Minho
  - Unidade de Saúde Familiar Sanus Caranda
  - Unidade de Saúde Familiar S. João de Braga
  - Unidade de Saúde Familiar Salutis
  - Unidade de Saúde Familiar + Carandá
  - Unidade de Saúde Familiar Bracara Augusta
  - Unidade de Saúde Familiar Gualtar
  - Unidade de Saúde Familiar Manuel Rocha Peixoto
  - Unidade de Saúde Familiar Maxisaúde
  - Unidade de Saúde Familiar São Lourenço
  - Unidade de Saúde Familiar Saúde Oeste
  - Unidade de Saúde Familiar Tadim
  - Unidade de Saúde Familiar Esporões
  - Unidade de Saúde Familiar São Salvador
  - Unidade de Saúde de Braga
  - Unidade de Cuidados de Saúde Personalizados Adaufe
  - Unidade Cuidados na Comunidade Assucena Lopes Teixeira
  - Unidade Cuidados na Comunidade Braga Saudável
  - Unidade Cuidados na Comunidade Colina
  - Unidade de Recursos Assistenciais Partilhados
  - Unidade de Saúde Pública
- Agrupamento de Centros de Saúde Cávado II - Gerês/Cabreira
  - Centro de Saúde Amares
  - Centro de Saúde Póvoa de Lanhoso
  - Centro de Saúde Terras de Bouro
  - Centro de Saúde Vieira do Minho
  - Centro de Saúde Vila Verde
- Agrupamento de Centros de Saúde Cávado III - Barcelos/Esposende
  - Unidade de Cuidados de Saúde Personalizados Apúlia/Fão
  - Unidade de Cuidados de Saúde Personalizados Barcelos/Alheira
  - Unidade de Cuidados de Saúde Personalizados Carapeços
  - Unidade de Cuidados de Saúde Personalizados Dr. Vale Lima
  - Unidade de Cuidados de Saúde Personalizados Fragoso
  - Unidade de Cuidados de Saúde Personalizados Sequeade/Silveiros
  - Unidade de Cuidados na Comunidade Barcelinhos
  - Unidade de Cuidados na Comunidade Barcelos Norte
  - Unidade de Cuidados na Comunidade ConVidaSaúde
  - Unidade de Saúde Familiar Sra. Da Lapa
  - Unidade de Saúde Familiar Alcaides de Faria
  - Unidade de Saúde Familiar Barcel Saúde
  - Unidade de Saúde Familiar Calécia
  - Unidade de Saúde Familiar Cávado Saúde
  - Unidade de Saúde Familiar Esposende Norte
  - Unidade de Saúde Familiar Farol
  - Unidade de Saúde Familiar Lígios
  - Unidade de Saúde Familiar Martim
  - Unidade de Saúde Familiar S. Brás
  - Unidade de Saúde Familiar Santo António
  - Unidade de Saúde Familiar Viatodos
  - Unidade de Saúde Pública Barcelos e Esposende
- Agrupamento de Centros de Saúde Douro I - Marão e Douro Norte
  - Centro de Saúde Alijó
  - Centro de Saúde Mesão Frio
  - Centro de Saúde Murça
  - Centro de Saúde Peso da Régua
  - Centro de Saúde Sabrosa
  - Centro de Saúde Santa Marta de Penaguião
  - Centro de Saúde Vila Real I
  - Centro de Saúde Vila Real II
- Agrupamento de Centros de Saúde Douro II - Douro Sul
  - Centro de Saúde Armamar
  - Centro de Saúde Lamego
  - Centro de Saúde Moimenta da Beira
  - Centro de Saúde Penedono
  - Centro de Saúde São João da Pesqueira
  - Centro de Saúde Sernancelhe
  - Centro de Saúde Tabuaço
  - Centro de Saúde Tarouca
  - Serviço de Urgência Básica de Moimenta da Beira (CS Moimenta da Beira)
- Agrupamento de Centros de Saúde Entre Douro e Vouga I - Feira/Arouca
  - Centro de Saúde Arouca
  - Centro de Saúde Santa Maria da Feira
- Agrupamento de Centros de Saúde Entre Douro e Vouga II - Aveiro Norte
  - Centro de Saúde Oliveira de Azeméis
  - Centro de Saúde São João da Madeira
  - Centro de Saúde Vale de Cambra
- Agrupamento de Centros de Saúde Grande Porto I - Santo Tirso/Trofa
  - Centro de Saúde Negrelos
  - Centro de Saúde Santo Tirso
  - Centro de Saúde Trofa
- Agrupamento de Centros de Saúde Grande Porto II - Gondomar
  - Centro de Saúde Gondomar/Foz do Sousa – Unidade Foz do Sousa
  - Centro de Saúde Gondomar/Foz do Sousa – Unidade Gondomar
  - Centro de Saúde São Pedro da Cova/Rio Tinto – Unidade Rio Tinto
  - Centro de Saúde São Pedro da Cova/Rio Tinto – Unidade São Pedro da Cova
- Agrupamento de Centros de Saúde Grande Porto III - Maia/Valongo
  - Centro de Saúde Castelo da Maia
  - Centro de Saúde Maia/Águas Santas – Unidade Águas Santas
  - Centro de Saúde Maia/Águas Santas – Unidade Maia
  - Centro de Saúde Valongo/Ermesinde – Unidade Ermesinde
  - Centro de Saúde Valongo/Ermesinde – Unidade Valongo
- Agrupamento de Centros de Saúde Grande Porto IV - Póvoa do Varzim/Vila do Conde
  - Centro de Saúde Póvoa de Varzim
  - Centro de Saúde Vila do Conde
- Agrupamento de Centros de Saúde Grande Porto V - Porto Ocidental
  - Centro de Saúde Aldoar
  - Centro de Saúde Batalha
  - Centro de Saúde Carvalhosa
  - Centro de Saúde Foz do Douro
  - Centro de Saúde São João do Porto
- Agrupamento de Centros de Saúde Grande Porto VI - Porto Oriental
  - Centro de Saúde Bonfim – Porto
  - Centro de Saúde Campanhã
  - Centro de Saúde Paranho
- Agrupamento de Centros de Saúde Grande Porto VII - Gaia
  - Centro de Saúde Barão do Corvo
  - Centro de Saúde Soares dos Reis/Oliveira do Douro – Unidade Oliveira do Douro
  - Centro de Saúde Soares dos Reis/Oliveira do Douro – Unidade Soares dos Reis
- Agrupamento de Centros de Saúde Grande Porto VIII - Espinho/Gaia
  - Centro de Saúde Arcozelo/Boa Nova – Unidade Arcozelo
  - Centro de Saúde Arcozelo/Boa Nova – Unidade Boa Nova
  - Centro de Saúde Carvalhos
  - Centro de Saúde Espinho
- Agrupamento de Centros de Saúde Tâmega I - Baixo Tâmega
  - Centro de Saúde Amarante
  - Centro de Saúde Baião
  - Centro de Saúde Celorico de Basto
  - Centro de Saúde Cinfães
  - Centro de Saúde Marco de Canaveses
  - Centro de Saúde Resende
  - Serviço de Urgência Básica de Cinfães (CS Cinfães)
- Agrupamento de Centros de Saúde Tâmega II - Vale do Sousa Sul
  - Centro de Saúde Castelo de Paiva
  - Centro de Saúde Paredes
  - Centro de Saúde Penafiel
  - Centro de Saúde Rebordosa
  - Centro de Saúde Termas São Vicente
- Agrupamento de Centros de Saúde Tâmega III - Vale do Sousa Norte
  - Centro de Saúde Felgueiras
  - Centro de Saúde Lousada
  - Centro de Saúde Paços de Ferreira
- Agrupamento de Centros de Saúde da Unidade Local de Saúde do Nordeste, EPE
  - Centro de Saúde Alfândega da Fé
  - Centro de Saúde Bragança I – Sé
  - Centro de Saúde Bragança II – Santa Maria
  - Centro de Saúde Carrazeda de Ansiães
  - Centro de Saúde Freixo de Espada à Cinta
  - Centro de Saúde Macedo de Cavaleiros
  - Centro de Saúde Miranda do Douro
  - Centro de Saúde Mirandela I
  - Centro de Saúde Mirandela II – Sardão
  - Centro de Saúde Mogadouro
  - Centro de Saúde Torre de Moncorvo
  - Centro de Saúde Vila Flôr
  - Centro de Saúde Vimioso
  - Centro de Saúde Vinhais
- Agrupamento de Centros de Saúde da Unidade Local de Saúde de Matosinhos, EPE
  - Centro de Diagnóstico Pneumológico
  - Centro de Saúde Matosinhos
  - Centro de Saúde São Mamede de Infesta
  - Centro de Saúde Senhora da Hora
  - Centro de Saúde de Leça da Palmeira
  - Unidade de Saúde Pública
  - SASU Matosinhos
- Agrupamento de Centros de Saúde da Unidade Local de Saúde do Alto Minho, EPE
  - Centro de Saúde Arcos de Valdevez
  - Centro de Saúde Barroselas
  - Centro de Saúde Caminha
  - Centro de Saúde Darque
  - Centro de Saúde Melgaço
  - Centro de Saúde Monção
  - Centro de Saúde Paredes de Coura
  - Centro de Saúde Ponte da Barca
  - Centro de Saúde Ponte de Lima/Freixo – Unidade de Saúde de Ponte de Lima
  - Centro de Saúde Ponte de Lima/Freixo – Unidade de Saúde do Freixo
  - Centro de Saúde Valença
  - Centro de Saúde Viana do Castelo
  - Centro de Saúde Vila Nova de Cerveira

Hospitais
- Centro Hospitalar de Entre Douro e Vouga, EPE
  - Hospital de São Sebastião
  - Hospital São Miguel
  - Hospital de São João da Madeira
- Centro Hospitalar Universitário de Santo António, E. P. E.
  - Hospital de Santo António
  - Centro Materno-Infantil do Norte Dr. Albino Aroso
  - Centro Integrado de Cirurgia de Ambulatório
  - Centro de Genética Médica Doutor Jacinto de Magalhães
  - Hospital Magalhães Lemos
- Centro Hospitalar de São João, EPE
  - Hospital Nossa Senhora da Conceição de Valongo
  - Hospital São João
- Centro Hospitalar de Trás-os-Montes e Alto Douro, EPE
  - Hospital de S. Pedro
  - Hospital Distrital de Chaves
  - Hospital de Proximidade de Lamego
  - Unidade de Cuidados Paliativos de Vila Pouca de Aguiar
- Centro Hospitalar de Vila Nova de Gaia/Espinho, EPE
  - Hospital Eduardo Santos Silva - Vila Nova de Gaia
  - Hospital Distrital Vila Nova de Gaia - Vila Nova de Gaia
  - Hospital Nossa Senhora da Ajuda - Espinho
  - Centro de Reabilitação do Norte - Valadares
- Centro Hospitalar do Médio Ave, EPE
  - Hospital de Famalicão
  - Hospital de Santo Tirso
- Centro Hospitalar Póvoa de Varzim Vila do Conde, EPE
  - Hospital da Póvoa de Varzim
  - Hospital de Vila do Conde
- Centro Hospitalar Tâmega e Sousa, EPE
  - Hospital de Amarante
  - Hospital Padre Américo – Vale do Sousa
- Hospitais da Unidade Local de Saúde do Nordeste, EPE
  - Hospital de Bragança
  - Hospital de Macedo de Cavaleiros
  - Hospital de Mirandela
- Hospitais da Unidade Local de Saúde de Matosinhos, EPE
  - Hospital Pedro Hispano - Matosinhos
- Hospitais da Unidade Local de Saúde do Alto Minho, EPE
  - Hospital Conde de Bertiandos - Ponte de Lima
  - Hospital Santa Luzia - Viana do Castelo
- Hospital da Senhora da Oliveira, EPE - Guimarães
- Hospital Santa Maria Maior, EPE - Barcelos
- Hospital de Braga, PPP
- Instituto Português Oncologia Francisco Gentil, EPE - Porto

### Região de Saúde do Centro
Cuidados Primários
- Agrupamento de Centros de Saúde Baixo Vouga
  - Centro de Saúde Águeda
  - Centro de Saúde Albergaria-a-Velha
  - Centro de Saúde Anadia
  - Centro de Saúde Aveiro
  - Centro de Saúde Estarreja
  - Centro de Saúde Ílhavo
  - Centro de Saúde Murtosa
  - Centro de Saúde Oliveira do Bairro
  - Centro de Saúde Ovar
  - Centro de Saúde Sever do Vouga
  - Centro de Saúde Vagos
- Agrupamento de Centros de Saúde Baixo Mondego
  - Centro de Saúde Cantanhede
  - Centro de Saúde Celas
  - Centro de Saúde Eiras
  - Centro de Saúde Fernão de Magalhães
  - Centro de Saúde Norton de Matos
  - Centro de Saúde Santa Clara
  - Centro de Saúde São Martinho do Bispo
  - Centro de Saúde Condeixa-a-Nova
  - Centro de Saúde Figueira da Foz
  - Centro de Saúde Mealhada
  - Centro de Saúde Mira
  - Centro de Saúde Montemor-o-Velho
  - Centro de Saúde Mortágua
  - Centro de Saúde Penacova
  - Centro de Saúde Soure
- Agrupamento de Centros de Saúde Pinhal Litoral
  - Centro de Saúde Batalha
  - Centro de Saúde Arnaldo Sampaio
  - Centro de Saúde Gorjão Henriques
  - Centro de Saúde Marinha Grande
  - Centro de Saúde Pombal
  - Centro de Saúde Porto de Mós
- Agrupamento de Centros de Saúde Dão Lafões
  - Centro de Saúde Aguiar da Beira
  - Centro de Saúde Carregal do Sal
  - Centro de Saúde Castro Daire
  - Centro de Saúde Mangualde
  - Centro de Saúde Nelas
  - Centro de Saúde Oliveira de Frades
  - Centro de Saúde Penalva do Castelo
  - Centro de Saúde Santa Comba Dão
  - Centro de Saúde São Pedro do Sul
  - Centro de Saúde Sátão
  - Centro de Saúde Tondela
  - Centro de Saúde Vila Nova de Paiva
  - Centro de Saúde Viseu 1
  - Centro de Saúde Viseu 2
  - Centro de Saúde Viseu 3
  - Centro de Saúde Vouzela
- Agrupamento de Centros de Saúde Pinhal Interior Norte
  - Centro de Saúde Alvaiázere
  - Centro de Saúde Ansião
  - Centro de Saúde Arganil
  - Centro de Saúde Castanheira de Pera
  - Centro de Saúde Figueiró dos Vinhos
  - Centro de Saúde Góis
  - Centro de Saúde Lousã
  - Centro de Saúde Miranda do Corvo
  - Centro de Saúde Oliveira do Hospital
  - Centro de Saúde Pampilhosa da Serra
  - Centro de Saúde Pedrógão Grande
  - Centro de Saúde Penela
  - Centro de Saúde Tábua
  - Centro de Saúde Vila Nova de Poiares
- Agrupamento de Centros de Saúde Cova da Beira
  - Centro de Saúde Belmonte
  - Centro de Saúde Covilhã
  - Centro de Saúde Fundão
- Agrupamento de Centros de Saúde da Unidade Local de Saúde da Guarda, EPE
  - Centro de Saúde Almeida
  - Centro de Saúde Celorico da Beira
  - Centro de Saúde Figueira de Castelo Rodrigo
  - Centro de Saúde Fornos de Algodres
  - Centro de Saúde Gouveia
  - Centro de Saúde Guarda
  - Centro de Saúde Manteigas
  - Centro de Saúde Pinhel
  - Centro de Saúde Meda
  - Centro de Saúde Sabugal
  - Centro de Saúde Seia
  - Centro de Saúde Trancoso
  - Centro de Saúde Vila Nova de Foz Côa
- Agrupamento de Centros de Saúde da Unidade Local de Saúde de Castelo Branco, EPE
  - Centro de Saúde Idanha-a-Nova
  - Centro de Saúde Penamacor
  - Centro de Saúde Castelo Branco
  - Centro de Saúde Vila Velha de Rodão
  - Centro de Saúde Oleiros
  - Centro de Saúde Proença-a-Nova
  - Centro de Saúde Sertã
  - Centro de Saúde Vila de Rei

Hospitais
- Centro Hospitalar Cova da Beira, EPE
  - Hospital Pêro da Covilhã - Covilhã
  - Hospital do Fundão
- Centro Hospitalar de Leiria-Pombal, EPE
  - Hospital Santo André - Leiria
  - Hospital de Pombal
  - Hospital Bernardino Lopes de Oliveira - Alcobaça
- Centro Hospitalar do Baixo Vouga, EPE
  - Hospital Infante D. Pedro - Aveiro
  - Hospital Conde de Sucena - Águeda
  - Hospital Visconde de Salreu - Salreu
- Centro Hospitalar e Universitário de Coimbra, EPE
  - Hospitais da Universidade de Coimbra
  - Hospital Geral
  - Hospital Pediátrico
  - Maternidade Bissaya Barreto
  - Maternidade Daniel de Matos
  - Hospital Sobral Cid
- Centro Hospitalar Tondela-Viseu, EPE
  - Hospital de São Teotónio - Viseu
  - Hospital Cândido de Figueiredo - Tondela
  - Departamento de Psiquiatria e Saúde Mental - Viseu
- Hospitais da Unidade Local de Saúde da Guarda, EPE
  - Hospital Nossa Senhora da Assunção – Seia
  - Hospital Sousa Martins - Guarda
- Hospitais da Unidade Local de Saúde de Castelo Branco, EPE
  - Hospital Amato Lusitano - Castelo Branco
- Hospital Distrital da Figueira da Foz, EPE
- Hospital Arcebispo João Crisóstomo - Cantanhede
- Hospital Dr. Francisco Zagalo - Ovar
- Hospital José Luciano de Castro - Anadia
- Instituto Português Oncologia de Coimbra Francisco Gentil, EPE
- Centro Medicina de Reabilitação da Região Centro Rovisco Pais - Tocha

### Região de Saúde de Lisboa e Vale do Tejo
Cuidados Primários
- Agrupamento de Centros de Saúde Lisboa Norte
  - Centro de Saúde Alvalade
  - Centro de Saúde Benfica
  - Centro de Saúde Lumiar
  - Centro de Saúde Sete Rios
- Agrupamento de Centros de Saúde Lisboa Central
  - UCSP Alameda
  - UCSP Lapa
  - UCSP Marvila
  - UCSP Olivais
  - USF Almirante
  - USF do Arco
  - USF Areeiro
  - USF da Baixa
  - USF Fonte Luminosa
  - USF Jardins da Encarnação
  - USF Lóios
  - USF Mónicas
  - USF Monte Pedral
  - USF Oriente
  - USF Ribeira Nova
  - USF Sétima Colina
  - USF Sofia Abecassis
  - USF Vasco da Gama
  - Unidade de Saúde Pública Lisboa Central
  - Unidade DST Lisboa Central
  - Unidade de Medicina Dentária Lisboa Central
  - UCC Oriente
- Agrupamento de Centros de Saúde Lisboa Ocidental e Oeiras
  - Centro de Saúde Ajuda
  - Centro de Saúde Alcântara
  - Centro de Saúde Carnaxide
  - Centro de Saúde Oeiras
  - Centro de Saúde Santo Condestável
- Agrupamento de Centros de Saúde Amadora
  - Unidade de Saúde Familiar Alma Mater
  - Unidade de Saúde Familiar Amato Lusitano
  - Unidade de Saúde Familiar Arco Iris
  - Unidade de Saúde Familiar Conde da Lousã
  - Unidade de Saúde Familiar Ribeiro Sanches
  - Unidade de Saúde Familiar Venda Nova
  - Unidade de Cuidados de Saúde Personalizados Amadora
  - Unidade de Cuidados de Saúde Personalizados Brandoa
  - Unidade de Cuidados de Saúde Personalizados Buraca
  - Unidade de Cuidados na Comunidade Amadora +
  - Unidade de Recursos Assistenciais Partilhados Amadora
  - Unidade de Saúde Pública António Luz
  - Centro Diagnóstico Pneumológico da Venda Nova
- Agrupamento de Centros de Saúde Cascais
  - Centro de Saúde Cascais
  - Centro de Saúde Parede
- Agrupamento de Centros de Saúde Sintra
  - Centro de Saúde Algueirão
  - Centro de Saúde Cacém
  - Centro de Saúde Queluz
  - Centro de Saúde Pêro Pinheiro
  - Centro de Saúde Rio de Mouro
  - Centro de Saúde Sintra
- Agrupamento de Centros de Saúde Loures - Odivelas
  - Centro de Saúde Loures
  - Centro de Saúde Sacavém
  - Centro de Saúde Odivelas
  - Centro de Saúde Pontinha
- Agrupamento de Centros de Saúde Estuário do Tejo
  - Centro de Saúde Alhandra
  - Centro de Saúde Póvoa Santa Iria
  - Centro de Saúde Vila Franca de Xira
  - Centro de Saúde Benavente
  - Centro de Saúde Azambuja
  - Centro de Saúde Arruda dos Vinhos
  - Centro de Saúde Alenquer
- Agrupamento de Centros de Saúde Almada-Seixal
  - Centro de Saúde Almada
  - Centro de Saúde Costa da Caparica
  - Centro de Saúde Cova da Piedade
  - Centro de Saúde Seixal
  - Centro de Saúde Amora
  - Centro de Saúde Corroios
- Agrupamento de Centros de Saúde Arco Ribeirinho
  - Centro de Saúde Alcochete
  - Centro de Saúde Barreiro
  - Centro de Saúde Quinta da Lomba
  - Centro de Saúde Moita
  - Centro de Saúde Montijo
  - Centro de Saúde Baixa da Banheira
- Agrupamento de Centros de Saúde da Arrábida
  - Centro de Saúde Palmela
  - Centro de Saúde Bonfim
  - Centro de Saúde São Sebastião
  - Centro de Saúde Sesimbra
- Agrupamento de Centros de Saúde Oeste I - Oeste Norte
  - Centro de Saúde Caldas da Rainha
  - Centro Saúde Óbidos (Unidade Cuidados Saúde Personalizados de Óbidos)
  - Centro de Saúde Alcobaça
  - Centro de Saúde Peniche
  - Centro de Saúde Bombarral
  - Centro de Saúde Nazaré
- Agrupamento de Centros de Saúde Oeste Sul
  - Centro de Saúde Cadaval
  - Centro de Saúde Lourinhã
  - Centro de Saúde Mafra
  - Centro de Saúde Sobral de Monte Agraço
  - Centro de Saúde Torres Vedras
- Agrupamento de Centros de Saúde Médio Tejo
  - Centro de Saúde Abrantes
  - Centro de Saúde Alcanena
  - Centro de Saúde Constância
  - Centro de Saúde Entroncamento
  - Centro de Saúde Fátima
  - Centro de Saúde Ferreira do Zêzere
  - Centro de Saúde Mação
  - Centro de Saúde Ourém
  - Centro de Saúde Sardoal
  - Centro de Saúde Torres Novas
  - Centro de Saúde Tomar
  - Centro de Saúde Vila Nova da Barquinha
- Agrupamento de Centros de Saúde Lezíria
  - Centro de Saúde de Almeirim
  - Centro de Saúde de Alpiarça
  - Centro de Saúde do Cartaxo
  - Centro de Saúde da Chamusca
  - Centro de Saúde de Coruche
  - Centro de Saúde da Golegã
  - Centro de Saúde de Rio Maior
  - Centro de Saúde de Salvaterra de Magos
  - Centro de Saúde de Santarém

Hospitais
- Centro Hospitalar Barreiro Montijo, EPE
  - Hospital de Nossa Senhora do Rosário
  - Hospital do Montijo
- Centro Hospitalar de Lisboa Norte, EPE
  - Hospital de Santa Maria
  - Hospital Pulido Valente
- Centro Hospitalar de Lisboa Ocidental, EPE
  - Hospital de São Francisco Xavier
  - Hospital de Santa Cruz
  - Hospital de Egas Moniz
- Centro Hospitalar de Setúbal, EPE
  - Hospital São Bernardo
  - Hospital Ortopédico Sant'Iago do Outão
- Centro Hospitalar Universitário de Lisboa Central, EPE
  - Hospital de São José
  - Hospital de Santo António dos Capuchos
  - Hospital de Dona Estefânia
  - Maternidade Alfredo da Costa
  - Hospital de Santa Marta
  - Hospital Curry Cabral
- Centro Hospitalar Médio Tejo, EPE
  - Hospital Nossa Senhora da Graça - Tomar
  - Hospital de Abrantes
  - Hospital Rainha Santa Isabel - Torres Novas
- Centro Hospitalar do Oeste
  - Hospital Distrital Caldas da Rainha
  - Hospital Distrital Torres Vedras
  - Hospital Dr. José Maria Antunes Júnior - Torres Vedras
  - Hospital São Pedro Gonçalves Telmo - Peniche
  - Hospital Termal Rainha D. Leonor - Caldas da Rainha
- Centro Hospitalar Psiquiátrico de Lisboa
- Hospital Distrital de Santarém, EPE
- Hospital Garcia de Orta, EPE - Almada
- Hospital Professor Doutor Fernando Fonseca, EPE - Amadora
- Hospital Dr. José de Almeida, PPP - Cascais
- Hospital de Vila Franca de Xira, PPP
- Hospital Beatriz Ângelo, PPP - Loures
- Instituto Português Oncologia Francisco Gentil, EPE - Lisboa
- Instituto de Oftalmologia Dr. Gama Pinto - Lisboa

### Região de Saúde do Alentejo
Cuidados Primários
- Agrupamento de Centros de Saúde Alentejo Central
  - Centro de Saúde Alandroal
  - Centro de Saúde Arraiolos
  - Centro de Saúde Borba
  - Centro de Saúde Estremoz
  - Centro de Saúde Évora
  - Centro de Saúde Montemor-o-Novo
  - Centro de Saúde Mora
  - Centro de Saúde Portel
  - Centro de Saúde Redondo
  - Centro de Saúde Reguengos de Monsaraz e Mourão
  - Centro de Saúde Vendas Novas
  - Centro de Saúde Viana do Alentejo
  - Centro de Saúde Vila Viçosa
- Agrupamento de Centros de Saúde da Unidade Local de Saúde do Baixo Alentejo, EPE (Beja)
  - Centro de Saúde Aljustrel
  - Centro de Saúde Almodôvar
  - Centro de Saúde Alvito
  - Centro de Saúde Barrancos
  - Centro de Saúde Beja
  - Centro de Saúde Castro Verde
  - Centro de Saúde Cuba
  - Centro de Saúde Ferreira do Alentejo
  - Centro de Saúde Mértola
  - Centro de Saúde Moura
  - Centro de Saúde Ourique
  - Centro de Saúde Serpa
  - Centro de Saúde Vidigueira

- Agrupamento de Centros de Saúde da Unidade Local de Saúde do Norte Alentejano, EPE (Portalegre)
  - Centro de Saúde Alter do Chão
  - Centro de Saúde Arronches
  - Centro de Saúde Avis
  - Centro de Saúde Campo Maior
  - Centro de Saúde Castelo de Vide
  - Centro de Saúde Crato
  - Centro de Saúde Elvas
  - Centro de Saúde Fronteira
  - Centro de Saúde Gavião
  - Centro de Saúde Marvão
  - Centro de Saúde Monforte
  - Centro de Saúde Montargil
  - Centro de Saúde Nisa
  - Centro de Saúde Ponte de Sôr
  - Centro de Saúde Portalegre
  - Centro de Saúde Sousel
- Agrupamento de Centros de Saúde da Unidade Local de Saúde do Litoral Alentejano, EPE (Santiago do Cacém)
  - Centro de Saúde Alandroal
  - Centro de Saúde Arraiolos
  - Centro de Saúde Borba
  - Centro de Saúde Estremoz
  - Centro de Saúde Évora
  - Centro de Saúde Montemor-o-Novo
  - Centro de Saúde Mora
  - Centro de Saúde Portel
  - Centro de Saúde Redondo
  - Centro de Saúde Reguengos de Monsaraz e Mourão
  - Centro de Saúde Vendas Novas
  - Centro de Saúde Viana do Alentejo
  - Centro de Saúde Vila Viçosa

Hospitais
- Unidade Local de Saúde do Baixo Alentejo, EPE
  - Hospital José Joaquim Fernandes - Beja
  - Hospital de São Paulo - Serpa
- Unidade Local de Saúde do Norte Alentejano, EPE
  - Hospital de Santa Luzia - Elvas
  - Hospital Dr. José Maria Grande - Portalegre
- Unidade Local de Saúde do Litoral Alentejano, EPE
  - Hospital do Litoral Alentejano - Santiago do Cacém
- Hospital do Espírito Santo, EPE - Évora
- Hospital Militar Regional nº 4 - Évora
- Hospital São João de Deus, PPP - Montemor-o-Novo

### Região de Saúde do Algarve
Cuidados Primários
- Agrupamento de Centros de Saúde Algarve I - Central
  - Centro de Saúde Albufeira
  - Centro de Saúde de Faro
  - Centro de Saúde Loulé
  - Centro de Saúde de Olhão
  - Centro de Saúde São Brás de Alportel
- Agrupamento de Centros de Saúde Algarve II - Barlavento
  - Centro de Saúde Aljezur
  - Centro de Saúde Lagoa
  - Centro de Saúde Lagos
  - Centro de Saúde Monchique
  - Centro de Saúde Portimão
  - Centro de Saúde Silves
  - Centro de Saúde Vila do Bispo
- Agrupamento de Centros de Saúde Algarve III - Sotavento
  - Centro de Saúde Alcoutim
  - Centro de Saúde Castro Marim
  - Centro de Saúde Tavira
  - Centro de Saúde Vila Real de Santo António

Hospitais
- Centro Hospitalar Universitário do Algarve, EPE
  - Hospital de Faro
  - Hospital Terras do Infante - Lagos
  - Hospital de Portimão
  - Centro de Medicina Física e Reabilitação do Sul - São Brás de Alportel

## Serviço Regional de Saúde
As regiões autónomas têm um estatuto especial, beneficiando de uma unidade integrada de prestação de cuidados de saúde, funcionando como dispositivo articulador, na base de complementaridade, dos centros de saúde e dos hospitais e como instância de planeamento de recursos, cabendo-lhe a prestação de cuidados aos indivíduos, às famílias e aos grupos sociais.

## Legislação
- Lei de Bases do Serviço Nacional de Saúde: Aprovada pela Lei n.º 48/90, de 24 de Agosto, com as alterações introduzidas pela Lei n.º 27/2002, de 8 de Novembro.
- Estatutos do Serviço Nacional de Saúde: Aprovado pelo Decreto-Lei n.º 11/93, de 15 de janeiro.
- Regime Jurídico e Estatutos aplicáveis às unidades de saúde do Serviço Nacional de Saúde com a natureza de Entidades Públicas Empresariais: Aprovado pelo Decreto-Lei n.º 18/2017, de 10 de fevereiro.